# Бит Генерација
Бит Генерација је био покрет књижевне субкултуре који је покренула група аутора чији су радови истраживали и утицали на америчку културу и политику у послератној ери. Највећи део радова Бит генерације објавили су и популаризовали Silent Generationers током 1950-их, познатији као Битници. Централни елементи Бит културе су одбацивање стандардних наративних вредности, духовна потрага, истраживање америчких и источних религија, одбацивање економског материјализма, експлицитни прикази људског стања, експериментисање са психоделичним дрогама и сексуално ослобађање и истраживање.
Howl Алена Гинсберга (1956), Голи ручак Вилијама С. Бароуза (1959) и На путу Џека Керуака (1957) су међу најпознатијим остварењима ове књижевне субкултуре. И Howl као и Голи ручак били су у фокусу суђења због наводне опсценостим што је на крају помогла либерализацији издаваштва у Сједињеним Државама. Чланови Бит генерације стекли су репутацију нових боемских хедониста, који су славили неконформизам и спонтану креативност.
Током 1950-их, око књижевног покрета формирала се битничка субкултура, иако су то често критички посматрали главни аутори Бит покрета. Током 1960-их, елементи ширења Бит покрета су уграђени у хипи и веће контракултурне покрете. Нил Кесиди, као возач аутобуса Furthur, Кена Кизија, био је примарни мост између ове две генерације. Гинсбергов рад је такође постао саставни елемент хипи културе раних 1960-их, у којој је активно учествовао. Хипи културу су практиковали првенствено старији припадници следеће генерације.

## Порекло имена
Иако је Керуак увео фразу „Beat Generation” 1948. да окарактерише перципирани подземни, антиконформистички омладински покрет у Њујорку, његов колега песник Херберт Ханке је први употребио реч „beat”. Име је настало у разговору са писцем Џоном Клелоном Холмсом. Керуак дозвољава да је Ханке, улични преварач, првобитно користио фразу „тући“, у ранијој дискусији са њим. Придев „беат“ би колоквијално могао да значи „уморан“ или „пребијен“ у афроамеричкој заједници тог периода и развио се из слике „тући до чарапа“, али Керуак присвојио слику и променио значење како би укључио конотације „набријано“, „блажено“ и музичку асоцијацију „на ритму“ и „ритам који треба задржати“ из песме Беат Генератион .

Године 1982. Гинсберг је објавио сажетак „есенцијалних ефеката“ бит генерације:

- Духовно ослобођење, сексуална „револуција“ или „ослобођење“, тј. ослобођење хомосексуалаца, донекле катализирајуће ослобођење жена, ослобођење црнаца, активизам Сивог пантера.
- Ослобођење света од цензуре.
- Демистификација и/или декриминализација канабиса и других дрога.
- Еволуција ритам и блуза у рокенрол као високу уметничку форму, о чему сведоче Битлси, Боб Дилан, Џенис Џоплин и други популарни музичари на које су каснијих педесетих и шездесетих утицала дела песника и писаца генерације.
- Ширење еколошке свести
- Опозиција цивилизацији са војно-индустријским машинама
- Пажња на оно што је Керуак назвао (после Шпенглера) „друга религиозност“ која се развија унутар напредне цивилизације.
- Врааћање разумевању идиосинкразије наспрам државног режима.
- Поштовање земље и аутохтоних народа и створења